# Catedral de San José (Rockhampton)
La Catedral de San José o simplemente Catedral de Rockhampton (en inglés: St Joseph's Cathedral) Es una catedral católica clasificada como patrimonio en la calle de 170  William, Allenstown, Rockhampton, región de Rockhampton, en el estado de Queensland, Australia. Fue diseñada por Francis Drummond Greville Stanley y construida entre 1893 y 1982. Fue agregado al registro de patrimonios de Queensland el 21 de octubre de 1992.
La catedral de San José fue construida en 1893-9 como la primera catedral católica de Rockhampton que como producto de la creación de la Diócesis de Rockhampton en 1882. El edificio fue diseñado por los destacados arquitectos de Brisbane, FDG Stanley e hijo.
El primer servicio católico oficial en Rockhampton se llevó a cabo en mayo de 1862, cuando el obispo James Quinn de la diócesis católica de Brisbane envió a dos jóvenes sacerdotes en una visita pastoral.

## Véase también

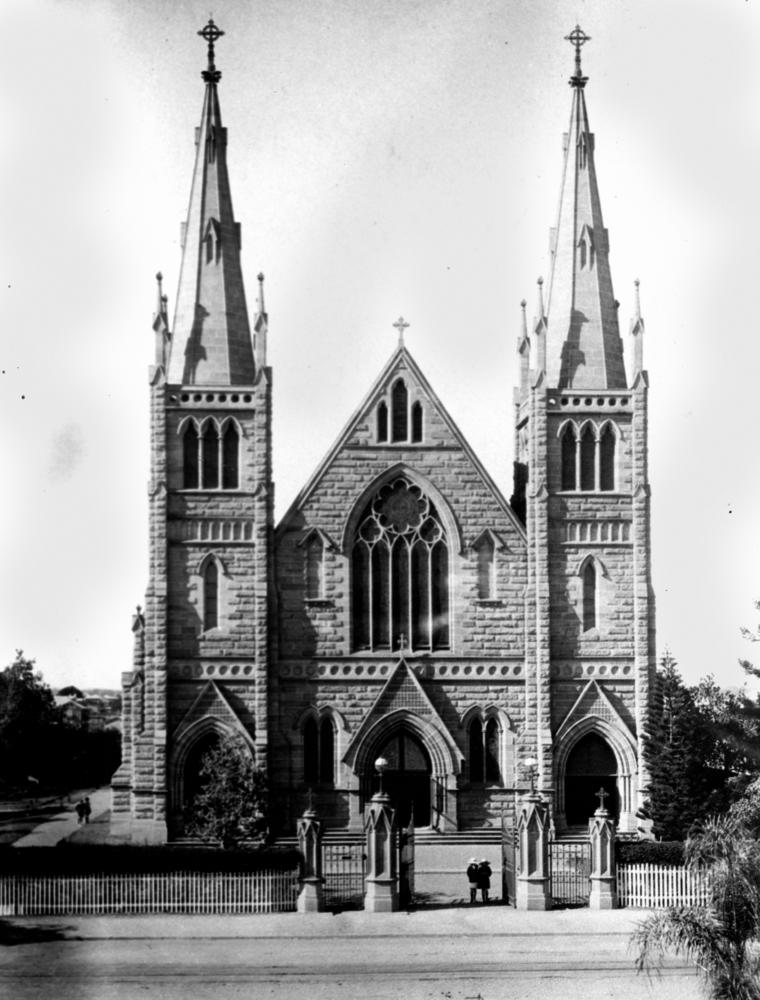
Otra vista del templo